# Atari Greatest Hits
La serie Atari Greatest Hits (Los mejores éxitos de Atari) se compone de dos compilaciones de juegos de arcade Atari retro y juegos Atari 2600 portados a la Nintendo DS. Está disponible de forma gratuita en iOS y Android con juegos descargables para la compra.

## Included games in Volume 1

### Títulos de Arcade
- Asteroids
- Battlezone
- Centipede
- Gravitar
- Lunar Lander
- Missile Command
- Pong
- Space Duel
- Tempest

### Títulos de Atari 2600
- 3-D Tic-Tac-Toe
- Adventure
- Air-Sea Battle
- Asteroids
- Atari Video Cube
- Basketball
- Battlezone
- Bowling
- Centipede
- Championship Soccer
- Dodge ’Em
- Flag Capture
- Football
- Fun with Numbers
- Gravitar
- Hangman
- Haunted House
- Home Run
- Human Cannonball
- Math Gran Prix
- Miniature Golf
- Missile Command
- Outlaw
- Realsports Baseball
- Realsports Boxing
- Realsports Football
- Realsports Tennis
- Realsports Volleyball
- Sky Diver
- Slot Machine
- Slot Racers
- Sprint Master
- Star Ship
- Stella Track
- Submarine Commander
- Surround
- Swordquest Earthworld
- Swordquest Fireworld
- Swordquest Waterworld
- Tempest
- Video Checkers

## Included games in Volume 2

### Títulos de Arcade
- Asteroids Deluxe
- Black Widow
- Crystal Castles
- Liberator
- Major Havoc
- Millipede
- Red Baron
- Super Breakout
- Warlords (4 asistencia al jugador)

### Títulos de Atari 2600
- Adventure: Return to Haunted House
- Adventure: Secret Quest
- Canyon Bomber (2 asistencia al jugador)
- Circus Atari (2 asistencia al jugador)
- Combat (2 asistencia al jugador)
- Combat Two (2 asistencia al jugador) - Homebrew juego.
- Demons to Diamonds (2 asistencia al jugador)
- Desert Falcon
- Haunted House 2 - Secuela es Homebrew juego.
- Off-the-Wall
- Radar Lock
- Golf
- Double Dunk (2 asistencia al jugador)
- Realsports Basketball (2 asistencia al jugador)
- Realsports Soccer (2 asistencia al jugador)
- Super Baseball (2 asistencia al jugador)
- Super Football (2 asistencia al jugador)
- Video Olympics (4 asistencia al jugador)
- A Game of Concentration
- Backgammon
- Basic Programming
- Brain Games (2 asistencia al jugador)
- Code Breaker
- Maze Craze (2 player support)
- Video Chess
- Fatal Run
- Night Driver
- Steeplechase
- Street Racer
- Quadrun
- Sentinel
- Space War
- Star Raiders
- Yar's Revenge
- Breakout
- Crystal Castles
- Millipede
- Super Breakout
- Video Pinball
- Warlords (4 asistencia al jugador)
- Black Jack (3 asistencia al jugador)
- Casino (4 asistencia al jugador)

## Extras
Ambos volúmenes contienen una galería de arte de fotos de sus juegos de arcade jugables, Atari 2600 manuales de sus juegos de arcade jugables y créditos que dicen las personas que ayudaron a hacerlos. Ambos volúmenes contienen 2 otros extras. Mientras que el volumen 1 tiene un juego de trivia que da a los jugadores 20 preguntas seleccionadas al azar sobre Atari y el ejército Battlezone, una versión de Battlezone encargado por el Ejército de EE.UU. para Atari para entrenar a los artilleros del vehículo de lucha Bradley, Volumen 2 tiene 8 entrevistas de Nolan Bushnell, incluyendo video y audio (aunque las entrevistas no tienen botones similares a muchos hosters de video) y un motor Atari 400 Basic.
- Datos: Q4812833